# Łuczyńscy herbu Samson

Herb Samson

Herb Nałęcz

Łuczyńscy – polski ród szlachecki pieczętujący się pierwotnie herbem Samson. Później gałąź lwowska używała herbu Nałęcz.

## Przedstawiciele rodu
- Franciszek Kanty Łuczyński
- Bazyli Łuczyński
- Jan Piotr Łuczyński
- Aleksander Narbutt-Łuczyński
- Władysław Łuczyński
- Zofia Łuczyńska